# Josef Effenberger
Josef Effenberger (Praga, Checoslovaquia, 18 de octubre de 1901-ibídem, 11 de noviembre de 1983) fue un gimnasta artístico checoslovaco, subcampeón olímpico en Ámsterdam 1928 en el concurso por equipos.

## Carrera deportiva
En las Olimpiadas celebradas en Ámsterdam en 1928, gana plata en el concurso por equipos, tras los suizos y por delante de los yugoslavos, siendo sus compañeros de equipo: Ladislav Vácha, Jan Gajdoš, Jan Koutný, Emanuel Löffler, Bedřich Šupčík, Ladislav Tikal y Václav Veselý.